# Jizya
Bajo la Ley Islámica, la yizia o jizya (árabe: جزْية; turco cizye; jizyah en su transcripción inglesa) o capitación es un impuesto per cápita que los Estados musulmanes imponen a los no musulmanes que cumplían ciertos criterios, conocidos como dhimmis, como contraprestación por poder practicar su fe, ser sujeto de ciertas condiciones y disfrutar de autonomía comunal así como recibir el título de protegido por los musulmanes de las agresiones externas y exento del servicio militar. Los impuestos que pagaban, desde el punto de vista de los dhimmis que pasaban a estar bajo el poder árabe-islámico eran una continuación de los que pagaban en los regímenes anteriores (pero ahora bajo el control musulmán) mientras que desde el punto de vista musulmán era una prueba material de su sujeción.

## Etimología
En árabe significa: "Lo que se toma de los dhimmis, que es la cantidad de dinero acordada en el contrato que da el no musulmán el estado Dhimmai, y que se deriva de la acción del verbo "recompensa", como si esta (jizya) fuese una retribución por no ser asesinados".

## Razón fundamental
Hubo dos razones fundamentales a nivel legal para la imposición de la yizia: la comunalista y la universalista. La primera establece que la yizia es el pago a cambio de la dhimma (permiso para practicar la propia fe, disfrutar de autonomía comunal y poseer la protección de agresiones exteriores por los musulmanes).  La segunda establece que tales derechos se establecen al nacer (musulmanes o dhimmi), y que la imposición de la yizia a los no-musulmanes es similar a la imposición del zakat a los musulmanes.
La mayoría de los gobernantes musulmanes vieron a la yizia como una prueba material de la aceptación de los dhimmis de la autoridad del estado islámico.

## Ley Islámica
Muchos estudiosos creen que la yizia está establecida por el Corán, la fuente principal de la ley islámica, basada en el siguiente verso:

¡Combatid contra quienes, habiendo recibido la Escritura, no creen en Alá ni en el último Día, ni prohíben lo que Alá y Su Enviado han prohibido, ni practican la religión verdadera, hasta que, humillados, paguen el tributo directamente!.
CoránSura 9:29